# Операція Ураган (Канада)
Операція Ураган — це щорічна операція, що проводиться канадськими військами з ціллю технічного обслуговування військовий об'єктів в Канадській Арктиці.
З 1982 року, кожного літа військові техніки збройних сил Канади відправляються на о. Елсімр для технічного обслуговування та за необхідністю ремонту поповнення необслуговуваної високоарктичної системи передачі даних (HADCS) між станцією Алерт і Юрікою.
У 2005 році військовослужбовці провели патрулювання під час якого підняли прапор Канади на острові Ганса що знаходиться в протоці Нарес.